# Acrisios
Dans la mythologie grecque, Acrisios ou Acrise (en grec ancien Ἀκρίσιος / Akrísios), fils d'Abas et d'Aglaé, frère jumeau de Proétos, est roi d'Argos. Marié à Eurydice, il est le père de Danaé (Hygin lui donne cependant Aganippe pour femme, et ajoute Évarété pour fille).

## Mythe
Apollodore rapporte qu'il se querellait déjà avec son frère jumeau dans le ventre de sa mère. Plus tard, tous deux se disputent le royaume d'Argos, et c'est finalement Acrisios qui sort vainqueur. Il exile alors son frère.
Par la suite, pour tenter de déjouer un oracle qui lui prédit que son petit-fils le tuera, Acrisios enferme Danaé dans une haute tour d'airain aux fenêtres closes par d'épais barreaux. Mais Zeus la visite sous la forme d'une pluie d'or et engendre Persée. Acrisios enferme alors sa fille et son petit-fils dans un coffre qu'il jette à la mer. Le coffre est cependant repêché par Dictys, habitant de Sérifos, et Persée grandit à l'écart de son grand-père.
Après avoir tué Méduse et délivré Andromède, Persée se rend à Argos, le royaume d'Acrisios. Apprenant la venue de son petit-fils, Acrisios s'enfuit à Larissa en Thessalie, par crainte que l'oracle ne se réalise. Mais Persée participe à des jeux funèbres que le roi de Larissa Teutamidès donne en l'honneur de son père et auxquels assiste Acrisios. Dépassant sa cible au lancer du disque, Persée frappe et tue accidentellement le vieillard, accomplissant ainsi la prophétie. C'est entre autres pour cette raison que Persée, tourmenté par son crime prédestiné, échangera le royaume d'Argos contre celui de Tyrinthe.